# هنر دوره قاجار

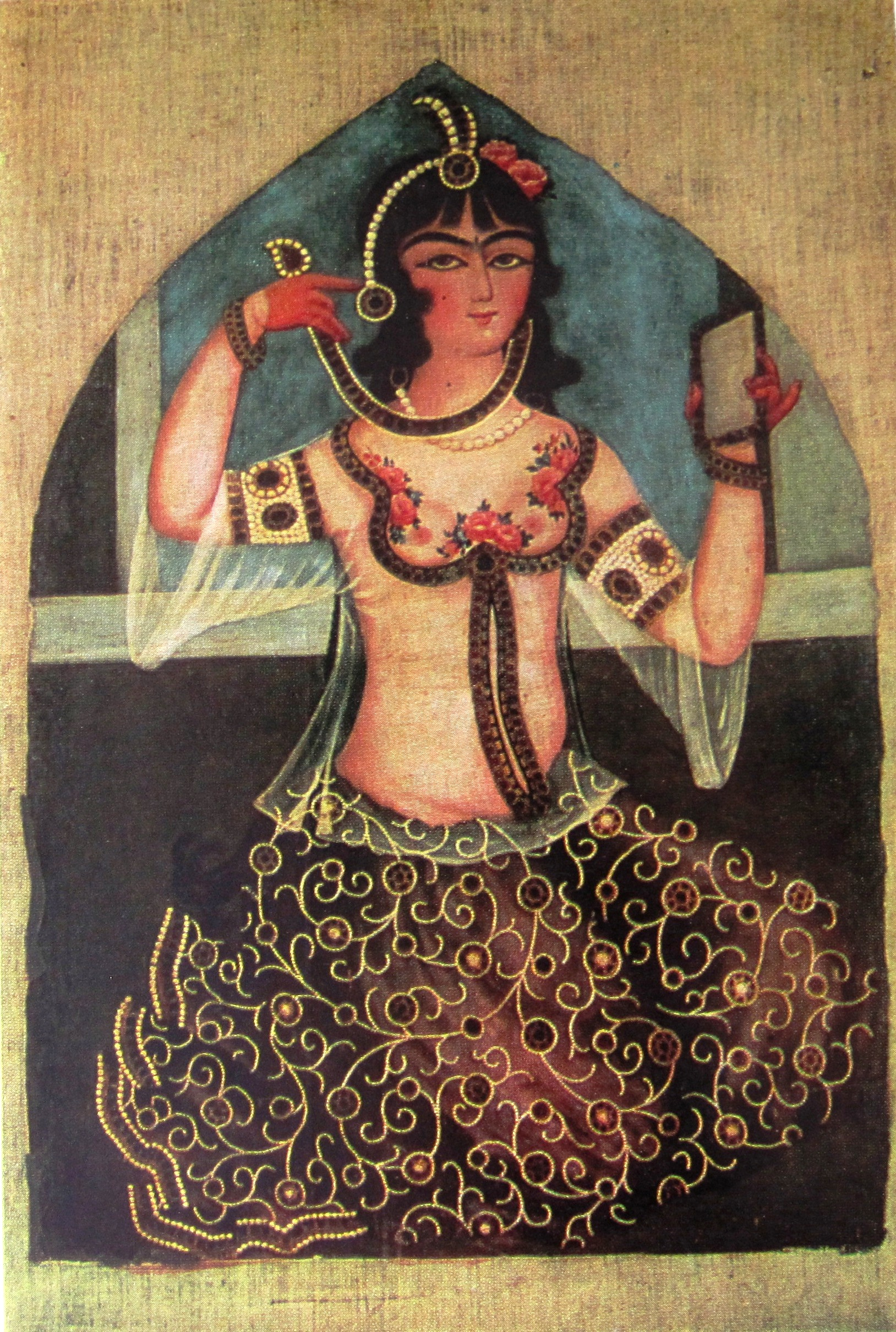
دختر قاجار

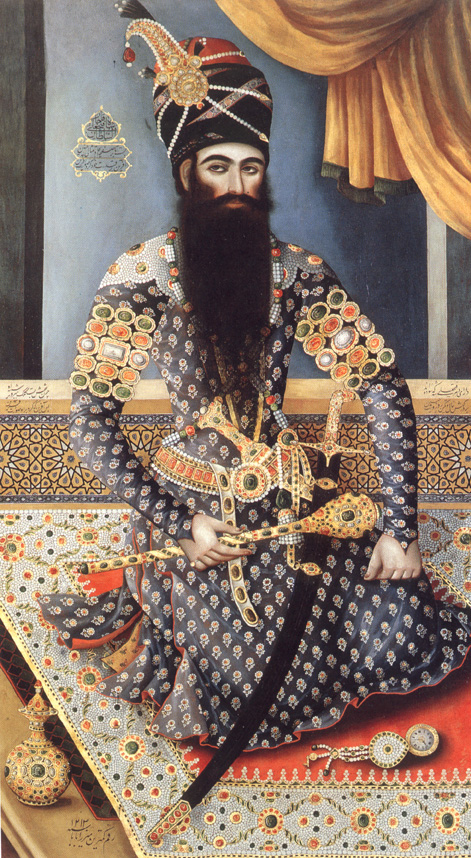
نقاشی فتحعلی‌شاه قاجار در حدود سال ۱۱۷۷ هجری شمسی (۱۷۹۸ میلادی) توسط میرزابابا اصفهانی، نقاش معروف دوران قاجاریه

هنر دورهٔ قاجاریه به هنر، معماری و همهٔ آثار هنری دورهٔ سلسله قاجاریه که از حدود تاریخ ۱۱۶۰ هجری خورشیدی (۱۷۸۱ میلادی) تا تاریخ ۱۳۰۴ هجری خورشیدی (۱۹۲۵ میلادی) بر ایران حکومت می‌کردند اشاره می‌کند. رونق کارهای هنری در ایران یکی از آثار مثبت آرامش نسبی بود که در زمان حکومت آقا محمد خان و نوادگانش بر این کشور حاکم بود. با کشته شدن او، آشفتگی حاکم بر ایران به سرعت کاهش یافته و فرصت برای شکوفایی دوباره هنر فراهم گردید.
تجربه مواجهه نزدیک جامعه ایران با غرب و هنر آن از میانه دوران قاجار آغاز شد. پادشاهی فتحعلی شاه و محمد شاه، سرآغاز واردات گسترده کالاهای اروپایی به ایران از جمله نقاشی‌ها و کارهای هنری بود. دوران ناصرالدین شاه زمان اوج واردات گسترده از غرب و سفر چند باره پادشاه به کشورهای «فرنگی» بود. در همین هنگام همچنین، جهان‌گردان خارجی برای دیدن و تجربهٔ آنچه «شرق اسرارآمیز» دانسته می‌شد به کشورهای خاورمیانه سفر می‌کردند و ارتباط‌های فرهنگی میان جامعهٔ ایران و نخبگان آن با کشورهای اروپایی افزون شد.
امروزه برخی هنرمندان معاصر ایرانی در چارچوب پست مدرنیسم، عناصر زیبایی‌شناسی دوره قاجار را در آثار خود بازآفرینی می‌کنند. از جمله آن‌ها می‌توان به منیر شاهرودی فرمانفرمائیان، شادی قدیریان، آیدین آغداشلو،بهمن جلالی، احمد میرزازاده، لادن بروجردی و سیامک فیلی زاده، اشاره کرد.

## پیش‌زمینه
شاهان قاجار برای تصویب و محکم کردن موقعیت خود، توجه زیادی به هنرهای تجسمی نشان دادند. تصاویر عمومی در هنر سلسلهٔ قاجاریه، رابطه‌ای با تاریخ ایران باستان و دولت‌های آن دوران داشت و همچنین هویت نوین آن‌ها، مدرن و اصلاح طلب بود؛ عنوانی که خود نیازمند تغییرات در حکومت و پذیرش تکنولوژی بود. در هنر نیز تکنیک‌های جدیدی مانند لیتوگرافی و عکاسی و کاربردهای نوآورانه آن‌ها مانند استفاده در مثل پرتره و نقاشی رنگ و روغن، حمایت می‌شد.

## نقاشی در دوران قاجار
جستار اصلی: مکتب نقاشی قاجار
در میانه سده نوزدهم میلادی، نامدارترین نقاش ایرانی ابوالحسن خان غفاری معروف به «صنیع‌الملک» بود که توانایی بدیعی درکشیدن دقیق چهره سرشناسان آن هنگام ایران داشت. وی دانش‌آموخته رم و پاریس بود و آثار مهمی چون «شاهزاده اردشیر میرزا، فرماندار تهران» (اکنون در موزه لوور) را پدیدآورد. وی با این اثر نخستین نشانه‌های بارز جدایی نقاشی ایران از فرم‌های کهن را به نمایش گذاشت.
صنیع‌الملک به سرپرستی تصویرسازی و نگارگری هفته‌نامهٔ درباری روزنامه دولت علیه ایران گماشته شد؛ نشریه‌ای که نخستین لیتوگراف‌ها و نیز تصاویر و عکس‌های شاهان و شاهزادگان ایرانی را به چاپ می‌رساند. صنیع‌الملک در کاخ گلستان، آتلیه نقاشی خود را برپا کرد و هنرمندان بسیاری را در آنجا به سبک خود آموزش داد. این هنگامی بود که فن عکاسی به کشور وارد شده بود و هنرمندان ایرانی تلاش می‌کردند تا هرچه بیشتر نقاشی‌های خود را کپی دقیقی از واقعیت پدیدآورند؛ علاقه‌ای که به گفته کریم امامی، تاریخ‌دان هنر، از دوران تیموری در میان هنرمندان ایرانی وجود داشت. حرکت صنیع‌الملک به زودی پسر برادرش، محمد غفاری معروف به کمال‌الملک، را تبدیل به نقاشی کرد که دقیق‌ترین ارائه‌های رنگ روغن را از واقعیت می‌کشید.
کمال‌الملک نخستین مکتب هنری به سبک غربی را در ایران راه‌اندازی کرد. او با تحصیلات و نگرش آکادمیکش، و پس از بازگشت از اروپا در ۱۹۱۱، نقاشی ایران را از محدودیت‌های مرسوم در دربار قاجار، رهایی داد و برای نخستین بار واقع‌گرایی به سبک اروپایی را تجربه کرد. نگاه کمال‌الملک به مدرنیته، نگاهی تحسین‌آمیز به سیر تاریخ اروپا بود. وی ارائهٔ هنر جدید در ایران را، پیروی از سبک هنری کلاسیک واقع‌گرای اروپایی می‌دانست و در هنر خود برای آوانگارد بودن، واقع‌گرایی را گاه با مقصودهای سیاسی درهم می‌آمیخت. در نقاشی نامدار «تالار آینه» وی، ناصرالدین شاه همچون شخصیتی اسیر کاخ پرزرق و برق خود، و در ابعاد کوچک به نسبت بزرگی کاخ به تصویر کشیده‌است. تحصیلات غربی کمال‌الملک اگرچه به خوبی او را با هنر کلاسیک اروپا آشنا کرد، اما بازگشت وی به ایران و علاقه شدید و پشتیبانی شاهان قاجار از هنر وی، او را از پیگیری سبک‌های هنری جدیدتری که در همان هنگام در غرب در حال رشد بودند، بازداشت. در عین حال، از آنجا که کمال‌الملک چهرهٔ بسیار معتبری در دربار شاهان ایرانی بود و شاگردان بسیاری را تربیت کرد، سبک هنری واقع‌گرای او تا دهه‌های متوالی بر نقاشی ایران سایه افکند و مانع از ارائه و پذیرش سبک هنری دریافتگرا شد. با مرگ کمال‌الملک در ۱۹۴۰ میلادی، نزدیک به بیست سال طول کشید تا مکتب نو–سنت‌گرای «سقاخانه» جای مکتب وی را بگیرد.

### قاجار پسین: حرکت به سوی دریافتگری
واپسین سال‌های دودمان قاجار شاهد کمرنگ شدن پشتیبانی حکومت از هنر درباری بود. هنرهای زیبا و پرهزینه‌ای چون آینه‌کاری و نمادسازی‌های نذری–مذهبی و «پرده‌سازی» عاشورایی پیگیری نشدند. البته، تعدادی از آن‌ها تنها در میان مردم عامه توانستند به موجودیت خود ادامه دهند. اما نابودی هنر دولتی در این دوره باعث پاک شدن آن از تاریخ هنر ایران نشد و پیامدهای آن از دو راه هنر مدرن در ایران را تحت تأثیر قرار داد: هنر بازاری و قهوه‌خانه‌ای بعدها راه را برای برداشت آزاد از خود توسط هنرمندان مکتب سقاخانه و ارائه یک مکتب اصیل ایرانی باز کرد؛ و نقاشی سبک اروپایی مورد توجه در دربار قاجار باعث ورود هنرمندان نوگرا به بازار هنری ایران و تبادل فرهنگی ایشان با جریان‌های اروپایی شد. برای نمونه، رسام ارژنگی و برادرش میرحسین، اگرچه همچون کمال‌الملک در دربار حضور نداشتند، ولی همچون او روش رئالیستی اروپایی را پی گرفتند و به دلیل سابقهٔ تحصیل در روسیهٔ تزاری، برخلاف کمال‌الملک که تا پایان عمر به روش واقع‌گرایانه خود وفادار ماند، به تجربه فرم‌های امپرسیونیستی و پست‌امپرسیونیستی هنرمندان روس پرداختند. این دو از جمله گروهی از هنرمندان دانش‌آموخته ایرانی در روسیه و گرجستان، و ساکن تبریز، بودند که نقش مهمی در سیر روند مدرن شدن هنر در ایران داشتند، اما نقششان در طول تاریخ به دلیل ارتباط آذربایجان با روسیهٔ تزاری و شوروی کمتر مورد بررسی قرار گرفت.

### خاستگاه و الهامات گرفته شده
ریشه‌های نقاشی سنتی دوران قاجار را می‌توان در سبک نقاشی دوران امپراتوری صفوی یافت. در آن زمان، ارتباط با کشورهای اروپایی سبب تأثیراتی بر فرهنگ ایرانی به ویژه بر هنر خاندان پادشاهی و نجبا گردید. هنر اروپا در آن زمان تحت تأثیر واقع گرایی (رئالیسم) بود و تأثیر آن بر هنر ایران را می‌توان در ترسیم اشیاء به ویژه توسط هنرمندان قاجاریه مشاهده کرد. نفوذ اروپاییان به ویژه در نقاشی‌های رنگ روغن به خوبی دیده می‌شود. در حالی که رنگ روغن در دوره‌های پیشین هنر ایرانی هم وجود داشته اما این رامبرانت و پتر پل روبنس بودند که به کار بردن رنگ روغن را به اوج خود رساندند. به کار بردن فراوان رنگ‌های تیره، غنی و اشباع شده عناصر اصلی نقاشی قاجار هستند که نتیجه نفوذ اروپاییان بوده‌اند.

### گسترش سبک نقاشی
در حالی که نقاشی بیشتر اشیای بی‌جان در دوران قاجار بسیار طبیعی بنظر می‌آید اما سبک قاجارها در نقاش انسان‌ها بیشتر ایدئالیستیک بوده‌است. این سبک به ویژه در ترسیم افراد خاندان پادشاهی قاجار که در آن نقاش، عناصری را درون نقاشی به دلخواه جای داده دیده می‌شود.

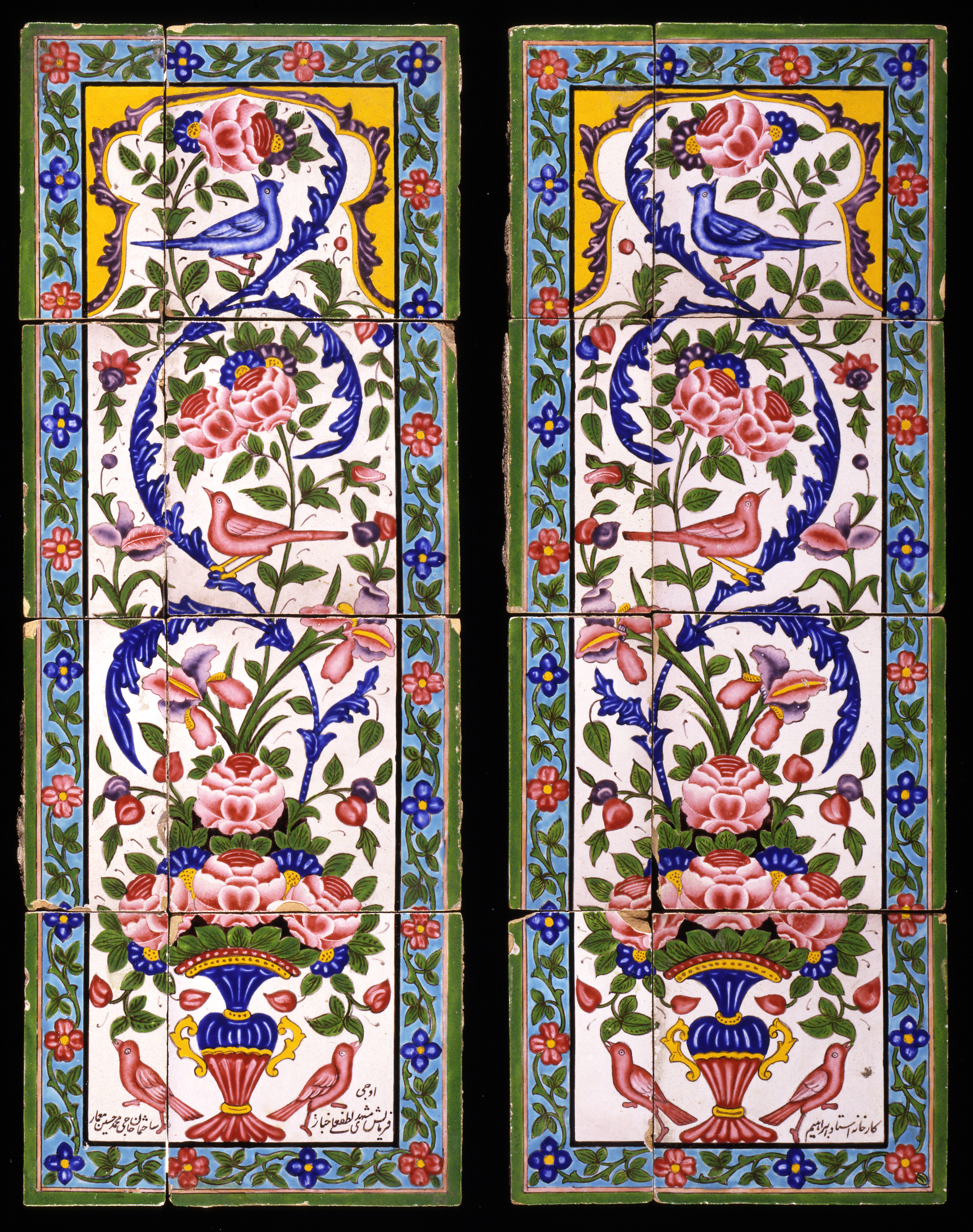
دو نمونه از کاشی‌های سفالی با لعاب‌های رنگارنگکه روی یک لعاب سفید نقش شده‌اند (مربوط به قرن نوزدهم میلادی)

### نقاشی پادشاهی
بیشتر آثار هنری نقاشی در دربار قاجار مربوط به نقاشی شاهان ایران می‌باشد. شاهان، فرزندان آنان یا دیگر درباریان سفارش نقاشی‌های رسمی بسیاری از خود برای استفاده شخصی یا نمایش عمومی می‌دادند. مشهورترین آن‌ها نقاشی‌های بی‌شمار مربوط به فتحعلی شاه قاجار می‌باشد که با کمری باریک، ریشی دو شاخه و سیاه و چشمانی عمیق نمونه‌ای از یک حاکم رمانتیک شرقی می‌باشد. بیشتر این نقاشی‌ها توسط مهر علی، نقاش دربار قاجار کشیده می‌شده‌است. گرچه این نقاشی‌ها در دوران‌های مختلف زندگی شاهان قاجار کشیده می‌شده اما همگی روی ویژگی‌های متمایز هر یک از شاهان تأکید می‌کرده‌اند. برای مثال از فتحعلی‌شاه در شرایط گوناگون نقاشی‌هایی ترسیم شده‌است که مثلاً یکی از آن‌ها شاه را به شکل یک جنگ‌جوی زره‌پوش و دیگری به شکل یک نجیب‌زاده که در حال بو کردن گل است ترسیم کرده‌اند در حالی که شکل شاه در این نقاشی‌های گوناگون دارای فرق چندانی نیست و فرق‌های جزئی موجود مربوط به سلیقه نقاش‌های گوناگون بوده‌است. چیزی که مشخص است این است که فتحعلی‌شاه قاجار با این کارها هم تصویر خود را جاودانه کرد و هم باعث شکوفایی این سبک از نقاشی شد. یکی از دلایل آن نیز روابط دیپلماتیک نسبتاً قدرتمندی بود که شاهان قاجار با کشورهای اروپایی برقرار کرده بودند.

نگاره‌های رنگ روغن
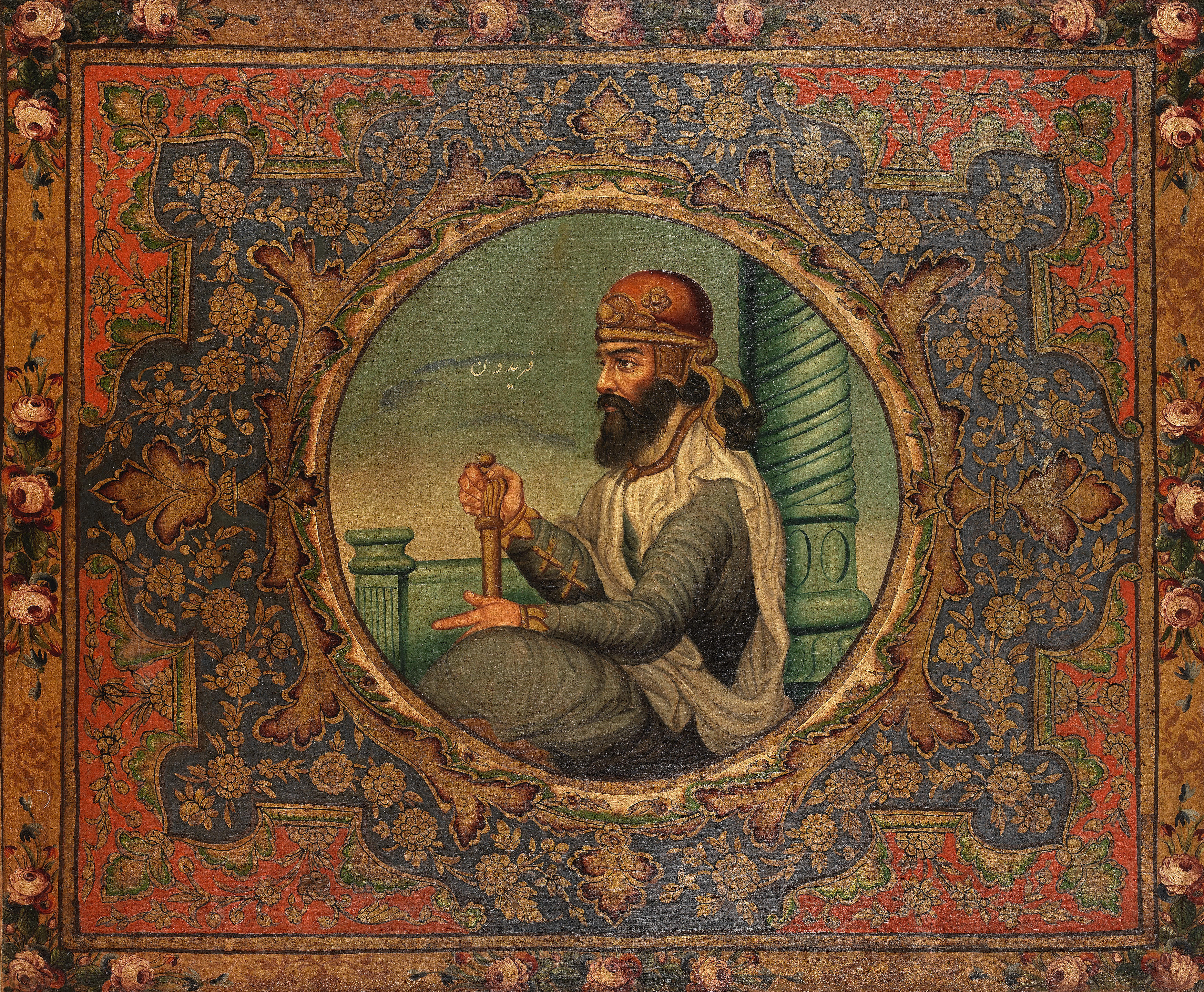
نگارهٔ رنگ روغن فریدون از هنر میانهٔ دورهٔ قاجار
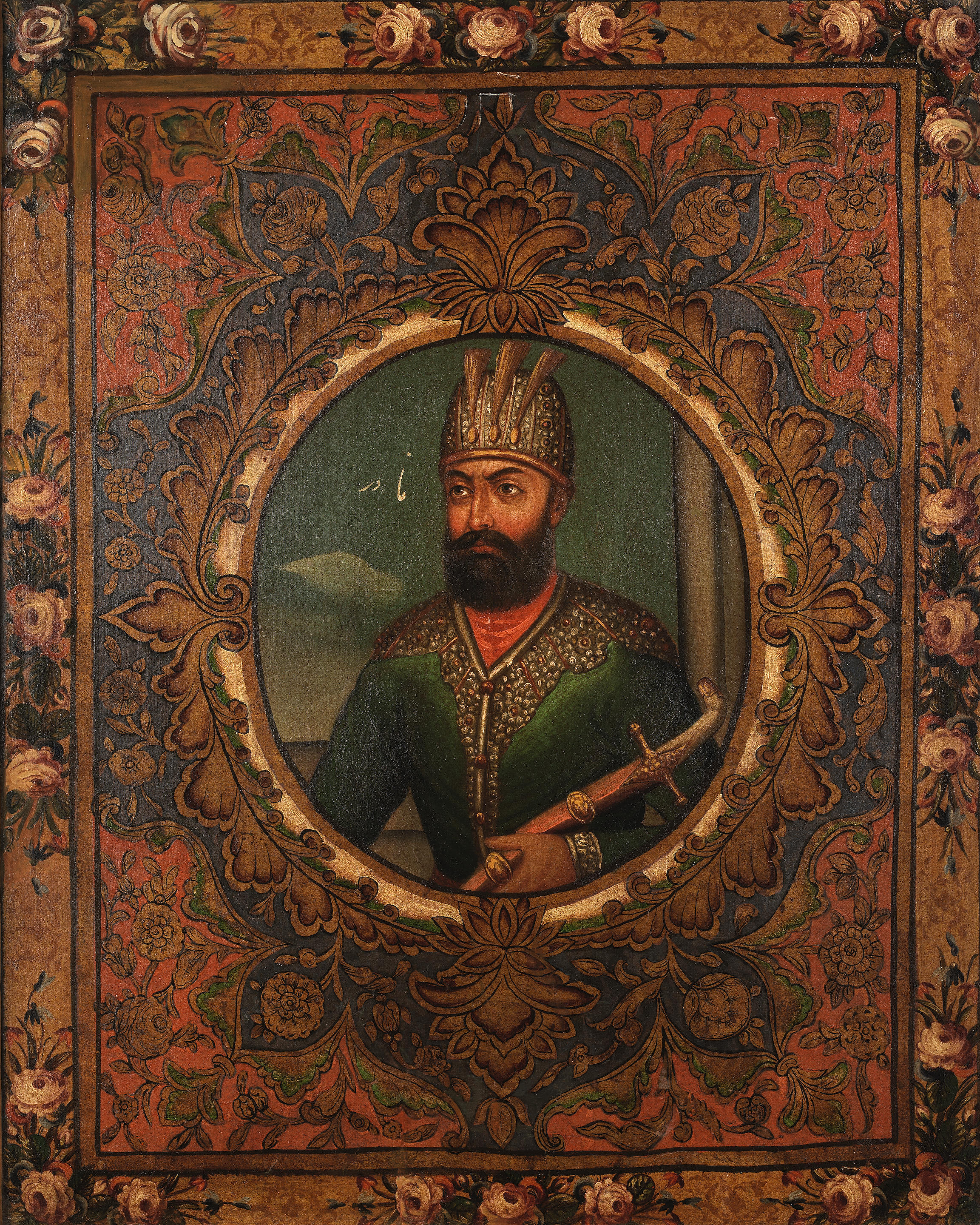
نگارهٔ رنگ روغن نادرشاه از هنر میانهٔ دورهٔ قاجار

### دیگر نقاشی‌ها
ترسیم افراد غیر پادشاه نیز جایگاه مهمی در هنر دوره قاجار دارد. نقاشی‌هایی از شاهزادگان غیر مهم قاجار (که تعدادشان هم کم نبود)، نوه‌ها، خواهرزادگان و برادرزادگان حاکمان و شاهان معاصر یا پیشین کشور نیز گرچه معمول نبود ولی در میان نقاشی‌های دوران قاجاریه دیده می‌شد.

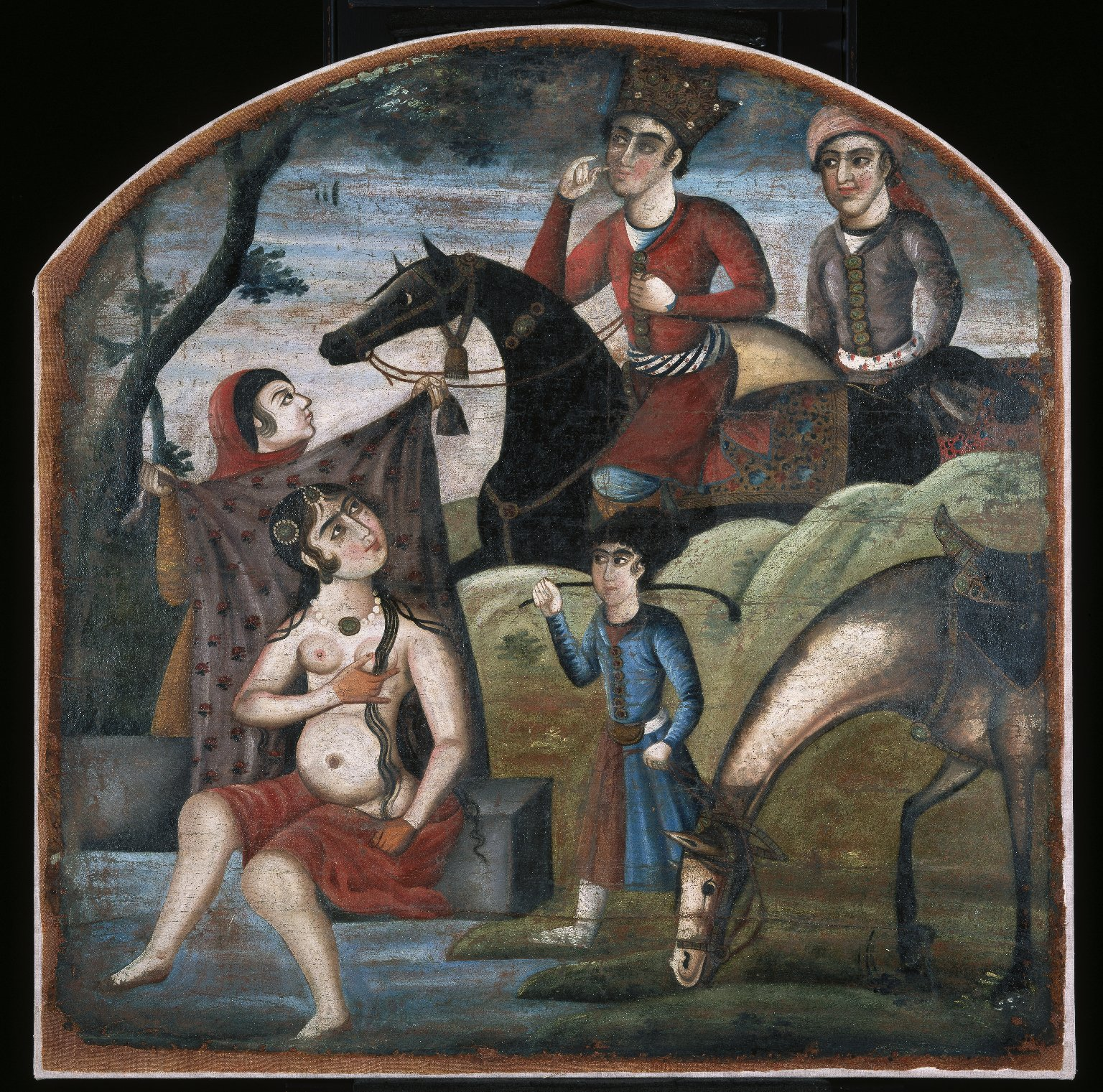
خسرو، شیرین را در حال حمام کردن پیدا می‌کند، تصویر برگرفته از کتاب‌مصور با هشت موضوع شعری، میانهٔ سدهٔ ۱۸ میلادی. (اثر در موزهٔ بروکلین موجود است)

### نقاشی از زنان
از نامعمول‌ترین نقاشی‌ها در دوران قاجار، نقاشی از زنان بوده‌است. در جامعه‌ای به‌شدت سنتی، کشیدن نقاشی از زنان آن هم با پوششی نسبتاً کمتر از پوشش متوسط زنان جامعه امری عجیب در جامعه ایران زمان قاجار بنظر می‌رسد. برای مثال پوشش معمولی زنان جامعه در دوران قاجار چادر بوده‌است که با نقاشی‌های بازمانده از پوشش زنان آن دوره متضاد است.

## عکس دوره قاجار
جستار اصلی: تاریخ عکاسی در ایران
از عکاسان سرشناس دوره قاجار می‌شود به ملک قاسم میرزا، آقا رضا خان اقبال السلطنه ， آنتوان سوروگین، میرزا ابراهیم خان عکاس باشی نام برد.
از منابع مهم عکس قاجار می‌شود به کتاب «تاریخ عکاسی و عکاسان پیشگام در ایران» نوشته یحیی ذکا و «ناصرالدین، شاه عکاس» نوشته محمدرضا طهماسب پور اشاره کرد.

## هنر خوشنویسی در دورهٔ قاجار
جستار اصلی: خوشنویسی ایران
خوشنویسی بخش جدایی‌ناپذیر هنر ایرانی است. در اسلام نسبت به ترسیم شکل انسان ممنوعیت‌هایی وجود داشته و شاید این یکی از علل گسترش خوشنویسی در فرهنگ اسلامی است. گرچه از الفبای عربی در گستره بزرگی در منطقه استفاده می‌شود اما ایرانیان تلاش گسترده‌ای برای مالکیت بر این الفبا انجام داده‌اند. برای مثال ایرانیان با خلق سبک نستعلیق باعث شکوفایی خوشنویسی با این الفبا شده‌اند که امروزه در بسیاری از زبان‌های غیر عربی کشورهای جنوب آسیا مانند کشمیری، اردو و شاه مکهی پنجابی استفاده می‌شوند.

### شاهنشاه‌نامهٔ
در زمان حکمداری فتحعلی‌شاه قاجار یک اثر هنری که آمیخته‌ای از ادبیات و هنر بود خلق شد که برخی آن را رقیب شاهنامه فردوسی تلقی کردند. نام این کتاب شاهنشاه‌نامه بود. برخی از نخبگان ادبیات و هنر ایران این اثر را الهام گرفته از شاهنامه فردوسی دانستند. این کتاب همانند کتاب‌های بابرنامه و اکبرنامه به شرح وقایع دوران ظهور امپراتوری مغول پرداخته‌است. این کتاب هم‌اکنون در کتابخانه ملی وین کشور اتریش نگهداری می‌شود.

## هنر نساجی در دورهٔ قاجار
گرایش‌های قاجارها به نوع خاصی از لباس از سال‌ها پیش تا اواسط دوران حکومتشان تغییر چندانی نکرد. گرایش آن زمان جامعه ایران بیشتر به لباس‌های سنتی بود و این را می‌توان در نقاشی‌های فتحعلی‌شاه و محمد شاه دید. اما بعدها با افزایش نفوذ فرهنگی غرب، قاجارها به لباس‌های سبک غربی روی آوردند که نمونه آن ناصرالدین شاه است که معمولاً در تصاویر و نقاشی‌ها لباس نظامی سبک غربی بر تن دارد. البته این بدان معنا نیست که ایرانیان سبک لباس سنتی خود را ترک کرده بودند. بلکه شاهان قاجار ترجیح می‌دادند تا با پوشیدن آن لباس‌ها در مقابل شاهان و دیپلمات‌های اروپایی شیک و امروزی دیده شوند.
از وقایع مهم و تأثیرگذار می‌توان به تأسیس کارخانه ابریشم‌تابی توسط حاج امین‌الضرب در سال ۱۳۰۲ قمری در شهر رشت اشاره داشت. فردی فرانسوی به نام دیوکرو با او برای وارد کردن اسباب آلات این کارخانه را از شهر لیون فرانسه همکاری می‌کرد. و البته نخ ابریشم تولیدی کارخانه، به فرانسه صادر می‌شد.

## هنر معماری در دورهٔ قاجار

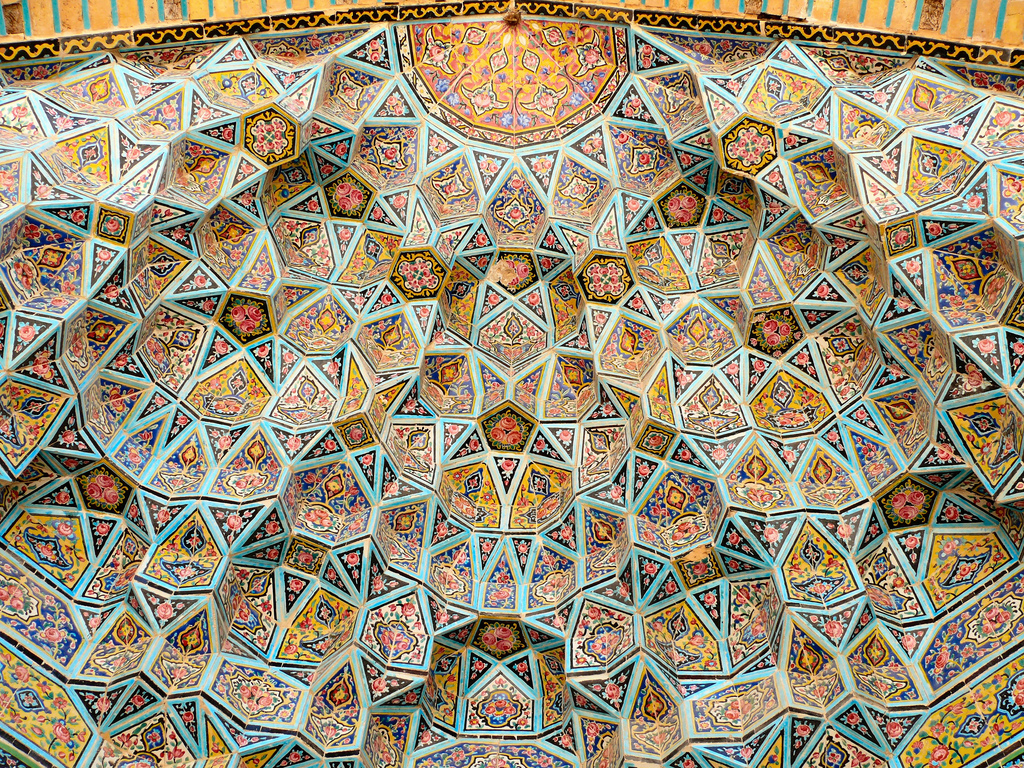
مقرنس در مسجد نصیرالملک

جستار اصلی: معماری قاجاری

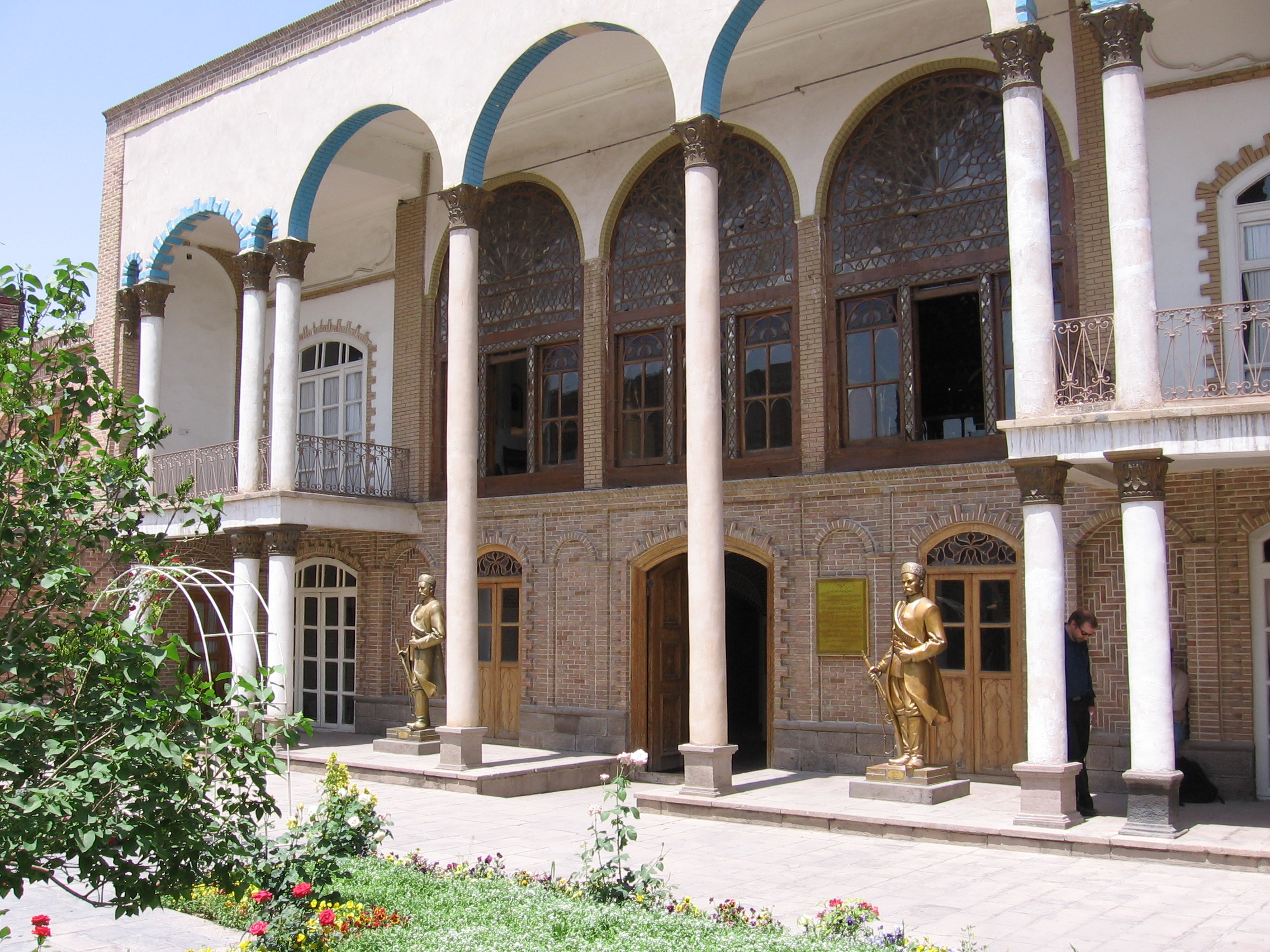
خانه مشروطه تبریز

نمونه‌هایی از معماری و طراحی منظره در دوره قاجار:
- خانه مشروطه تبریز
- مسجد نصیرالملک شیراز
- مجموعه کاخ گلستان
- کاخ شمس‌العماره (دهه ۱۸۶۰ میلادی)
- مجموعه کاخ نیاوران تهران
- کاخ صاحبقرانیه
- کوشک احمدشاهی
- مجموعه کاخ سعدآباد تهران
- کاخ سبز
- باغ ارم شیراز
- باغ نارنجستان قوام در داخل باغ ارم

## مطالعات و نمایشگاه‌ها
- آینه خیال، معماری دوره قاجار، مقدمه آیدین آغداشلو، سوره مهر، تهران
- هنر پارچه بافی دوره قاجار، زهره روح فر، نشر آرمانشهر
- فرهنگستان هنر در مرداد ماه سال ۱۳۸۳ نمایشگاهی پژوهشی را با گردآوری نقاشی و مجسمه از کاخ موزه گلستان، کاخ نیاوران، کاخ موزه سعدآباد و موزه پارسه عمارت کلاه فرنگی شیراز و به دبیر اجرایی شهروز نظری در مرکز فرهنگی هنری صبا برگزار کرد.[۲۵]